# قطعنامه ۸۷۸ شورای امنیت
قطعنامه  ۸۷۸ شورای امنیت سازمان ملل متحد که در تاریخ ۲۹ اکتبر ۱۹۹۳ تصویب شد، سندی بین‌المللی دربارهٔ وضعیت در سومالی است. این قطعنامه طی نشست ۳۲۹۹ام با ۱۵ رای موافق، ۰ مخالف و ۰ ممتنع تصویب شد.